# Survivor Series (1991)
Survivor Series 1991 fue la quinta edición anual de Survivor Series, un evento pago por visión de lucha libre profesional producido por la World Wrestling Federation (WWF). Tuvo lugar el 27 de noviembre de 1991 desde el Joe Louis Arena en Detroit, Míchigan.

## Resultados
- Dark match: Chris Chavis derrotó a Kato (7:44)
  - Chavis cubrió a Kato.
- (4 on 4) Traditional Survivor Series match: Ric Flair, The Mountie, Ted DiBiase & The Warlord (c/Mr. Perfect, Jimmy Hart, Sensational Sherri & Harvey Wippleman) derrotaron a Roddy Piper, Bret Hart, Virgil & Davey Boy Smith (22:48)

| Eliminación #  | Luchador                                   | Equipo                 | Eliminado por          | Técnica de Eliminación                     | Tiempo                 |
| -------------- | ------------------------------------------ | ---------------------- | ---------------------- | ------------------------------------------ | ---------------------- |
| 1              | Davey Boy Smith                            | Team Piper             | Ric Flair              | Double Axe Handle desde la tercera cuerda. | 10:55                  |
| 2              | The Warlord                                | Team Flair             | Roddy Piper            | Pinfall tras una interferencia de Bret     | 17:00                  |
| 3              | DiBiase, The Mountie, Hart, Piper & Virgil | Team Piper & Flair     | Nadie                  | Descalificados por luchar dentro del ring  | 22:48                  |
| Superviviente: | Ric Flair (Team Flair)                     | Ric Flair (Team Flair) | Ric Flair (Team Flair) | Ric Flair (Team Flair)                     | Ric Flair (Team Flair) |
- Durante la trifulca, Ric Flair fue lanzado fuera del ring por Roddy Piper con un Irish Whip, por lo que fue el único del combate en no ser descalificado.

- (4 on 4) Traditional Survivor Series: Sgt. Slaughter, Jim Duggan, The Texas Tornado & El Matador Tito Santana derrotaron a Col. Mustafa, The Berzerker, Skinner & Hércules (c/Mr. Fuji & General Adnan). (14:19)

| Eliminación #    | Luchador                                              | Equipo                                                | Eliminado por                                         | Técnica de Eliminación                                | Tiempo                                                |
| ---------------- | ----------------------------------------------------- | ----------------------------------------------------- | ----------------------------------------------------- | ----------------------------------------------------- | ----------------------------------------------------- |
| 1                | Col. Mustafa                                          | Team Mustafa                                          | Sgt. Slaughter                                        | Clothesline                                           | 7:57                                                  |
| 2                | Hercules                                              | Team Mustafa                                          | El Matador Tito Santana                               | Flying Forearm                                        | 12:05                                                 |
| 3                | Skinner                                               | Team Mustafa                                          | Sgt. Slaughter                                        | Roll-up                                               | 13:31                                                 |
| 4                | The Berzerker                                         | Team Mustafa                                          | Jim Duggan                                            | Clothesline                                           | 14:19                                                 |
| Surpervivientes: | Duggan, Tornado, Santana & Slaughter (Team Slaughter) | Duggan, Tornado, Santana & Slaughter (Team Slaughter) | Duggan, Tornado, Santana & Slaughter (Team Slaughter) | Duggan, Tornado, Santana & Slaughter (Team Slaughter) | Duggan, Tornado, Santana & Slaughter (Team Slaughter) |
- The Undertaker (c/Paul Bearer) derrotó a Hulk Hogan ganando el Campeonato de la WWF. (12:45)
  - Undertaker cubrió a Hogan después de una "Tombstone Piledriver" sobre una silla que previamente había sido colocada en el ring por Ric Flair.

- (4 on 4) Tradicional Survivor Series match: The Nasty Boys (Brian Knobbs & Jerry Sags) & The Beverly Brothers (Beau & Blake) derrotaron a The Rockers (Shawn Michaels & Marty Jannetty) & The Bushwhackers (Luke Williams & Butch Miller). (23:06)

| Eliminación #    | Luchador                                                          | Equipo                                                            | Eliminado por                                                     | Técnica de Eliminación                                            | Tiempo                                                            |
| ---------------- | ----------------------------------------------------------------- | ----------------------------------------------------------------- | ----------------------------------------------------------------- | ----------------------------------------------------------------- | ----------------------------------------------------------------- |
| 1                | Luke                                                              | Team Rockers/Bushwhackers                                         | Knobbs                                                            | Flying Clothesline                                                | 5:21                                                              |
| 2                | Butch                                                             | Team Rockers/Bushwhackers                                         | Beau                                                              | Shaker Heights Spike (Flapjack/Facebuster)                        | 10:13                                                             |
| 3                | Beau                                                              | Team Nasty Boys/Beverly Brothers                                  | Shawn Michaels                                                    | Back Slide                                                        |                                                                   |
| 4                | Shawn Michaels                                                    | Team Rockers/Bushwhackers                                         | Knobbs                                                            | Roll-up                                                           | 19:41                                                             |
| 5                | Marty Jannetty                                                    | Team Rockers/Bushwhackers                                         | Sags                                                              | Small Packet                                                      | 23:06                                                             |
| Surpervivientes: | The Nasty Boys & Blake Beverly (Team Nasty Boys/Beverly Brothers) | The Nasty Boys & Blake Beverly (Team Nasty Boys/Beverly Brothers) | The Nasty Boys & Blake Beverly (Team Nasty Boys/Beverly Brothers) | The Nasty Boys & Blake Beverly (Team Nasty Boys/Beverly Brothers) | The Nasty Boys & Blake Beverly (Team Nasty Boys/Beverly Brothers) |
- (3 on 3) Traditional Survivor Series match: The Legion of Doom (Hawk & Animal) & The Big Boss Man derrotaron a The Natural Disasters (Earthquake & Typhoon) & Irwin R. Schyster (c/Jimmy Hart). (15:21)

| Eliminación #    | Luchador                               | Equipo                                 | Eliminado por                          | Técnica de Eliminación                                             | Tiempo                                 |
| ---------------- | -------------------------------------- | -------------------------------------- | -------------------------------------- | ------------------------------------------------------------------ | -------------------------------------- |
| 1                | Big Boss Man                           | Team Big Boss Man                      | IRS                                    | Cubierto tras golpearlo con un maletín                             | 6:23                                   |
| 2                | Typhoon                                | Team IRS                               | Hawk                                   | Eliminado tras ser golpeado accidentalmente por IRS con su maletín | 9:55                                   |
| 3                | Earthquake                             | Team IRS                               | Nadie                                  | Cuenta Fuera tras acompañar a Typhoon al vestuario                 |                                        |
| 4                | IRS                                    | Team IRS                               | Animal                                 | Flying Clothesline                                                 | 15:21                                  |
| Surpervivientes: | The Legion Of Doom (Team Big Boss Man) | The Legion Of Doom (Team Big Boss Man) | The Legion Of Doom (Team Big Boss Man) | The Legion Of Doom (Team Big Boss Man)                             | The Legion Of Doom (Team Big Boss Man) |
- En esta lucha estaba preparado que Sid Justice formara parte de la lucha, pero debido a una lesión no pudo competir. Su puesto lo iba a ocupar Randy Savage, pero debido al ataque de la serpiente de Jake Roberts la semana antes del PPV, tanto Savage como Roberts quedaron excluidos del combate.

## Personalidades
| Comentaristas - Gorilla Monsoon - Bobby Heenan Entrevistadores - Gene Okerlund - Sean Mooney Anunciador - Howard Finkel | Árbitros - Earl Hebner - Mike Chioda - Danny Davis - Joey Marella - John Binella - Jack Tunney - Presidente de la WWF |